# Фонтан Дубай
Фонтан Дубай (араб. نافورة دبي‎) — музыкальный фонтан, расположенный в искусственном озере площадью свыше 12 га рядом с небоскрёбом Бурдж-Халифа в центре Дубая. Проектированием системы фонтана занималась калифорнийская компания WET, которая также известна музыкальным фонтаном перед отелем Белладжио в Лас-Вегасе. Это один из самых больших и высоких фонтанов в мире. Его длина составляет 275 м, а высота струй достигает 150 метров, что примерно равно высоте 50-этажного здания. И тем не менее, это всего лишь одна пятая часть высоты небоскрёба. Фонтан подсвечен 25 цветными и 6600 точечными прожекторами.

## История
О строительстве фонтана компания-застройщик Emaar объявила в июне 2008 года. Тогда же была объявлена проектная стоимость 800 млн дирхам (218 млн $). В стоимость входит строительство водоёма, самого фонтана и системы фильтрации. Имя фонтана было выбрано в результате конкурса, результаты которого были оглашены 26 октября 2008.
Тестовые запуски фонтана начались в феврале 2009 года,, а официальное открытие фонтана состоялось 8 мая 2009 года совместно с церемонией открытия Dubai Mall.
2 января 2010 года появился анонс, что высота струй фонтана Дубай может быть увеличена до 275 м.

## Технические возможности

Расположение сопел фонтана Дубай

Фонтан Дубай может поднять в воздух до 83 тонн воды в секунду. В его системе используется 6600 точечных и 25 цветных прожекторов. В конце 2010 года фонтан получил два новых компонента — газовые форсунки и дымогенераторы, позволяющие создавать эффект огня и дыма. Фонтан Дубай может создавать в воздухе струи различных форм. Лучи света от фонтана можно увидеть в радиусе 32 км.
Работу фонтана Дубай обеспечивают несколько насосов высокого давления, форсунок и водонапорных устройств: подвижные форсунки создают имитацию танца водяных струй, а несколько водяных пушек различной мощности могут поднять струи воды в воздух на высоту до 128 м. Самые мощные водяные пушки используются в представлении всего несколько раз в связи с необходимостью перезарядки, которая требует некоторого времени.

## Композиции

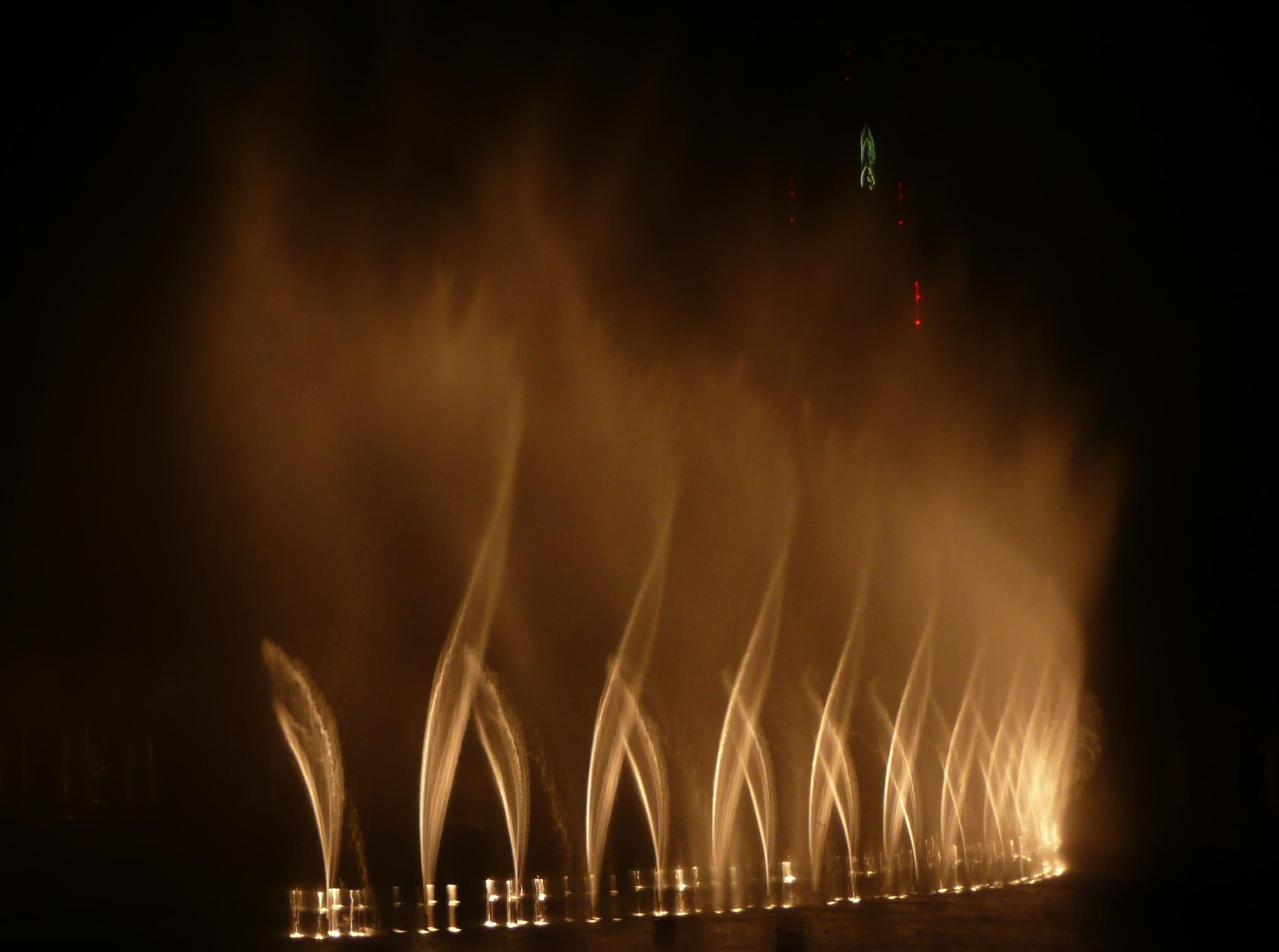
Фонтан Дубай исполняет песню «Bassbor Al Fourgakom».

Анимацию фонтану придают источники света и музыкальное сопровождение. Его можно увидеть из любой точки озера и стоящих вблизи зданий. Представление проходит ежедневно с 18:00 до 23:00, каждые 30 минут.
Музыкальные композиции, сопровождающие игру струй фонтана Дубай:
- «Sama Dubai», в честь Шейха Мохаммеда, которое обычно становится первым представлением дня
- «Baba Yetu» («Отче наш»), песня на языке суахили, удостоившаяся премии «Грэмми» из игры «Civilization IV», Кристофер Тин.
- «Shik Shak Shok», арабская  песня Hassan Abou El Seoud.
- «Inshed An Aldar» («Ask About Home»), песня, написанная в ОАЭ специально для открытия Бурдж-Халифа 4 января 2010[4]
- «Con te Partirò[англ.]» («Time to Say Goodbye»), песня в исполнении Андреа Бочелли и Сары Брайтман.
- «Dhoom Thana», песня на языке хинди, из фильма «Когда одной жизни мало».
- «Waves» («Amvaj»), Bijan Mortazavi.
- «Bassbor Al Fourgakom», исполняется артистом ОАЭ Hussain Al Jasmi.
- «I Will Always Love You», песня Уитни Хьюстон из фильма «Телохранитель»
- «All Night Long (All Night)[англ.]», песня Лайонел Ричи
- «The Magnificent Seven», песня Элмера Бернстайна из фильма «Великолепная семёрка»
- «Thriller», песня Майкла Джексона
- «Ishtar Poetry», песня Furat Qaddouri
- «Mon Amour», песня Shiraz
- «O Mio Babbino Caro», песня Дамы Кири Те Канава
- «Enta Omri», песня Hossam Ramzy
- «The Prayer», песня Селин Дион и Андреа Бочелли
- «Lana Allah», песня Mohammed Abdu
- «Ezel», песня из сериала Ezel[англ.]
- «Flying Drum» (Vertical Orchestra — Drums)
- «Butterfly Lovers' Violin Concerto[англ.]»
- «Ensan Akthar»
- «Everybody On» представлена компанией HP (показывалась в течение одного месяца в октябре 2011)
- «Ain’t No Mountain High Enough» представлена компанией DHL (показывалась в течение одного месяца в октябре 2011)
- «Ishy Bilady», гимн ОАЭ
- «Time to say goodbye» исполняют: Andrea Bocelli и Luciano Pavarotti
- «Mission Impossible», музыкальная тема из одноименного кинофильма
- «Aa Bali Habibi», песня Elissa
- «Wen bie», песня Jacky Cheung
- «Любовь, похожая на сон», песня Аллы Пугачевой
- «Power», песня EXO[5]
- «Skyfall», песня Adele из одноименного фильма с Джеймсом Бондом
- "The Sound of Silence" - Disturbed
- "Blood Upon the Snow" - Bear McCreary feat. Hozier
- "The Opera of Maria and Draco" - Nobuo Uematsu & Yoshinori Kitase

Также в работе фонтана есть интерлюдии, когда фонтан показывает свои возможности без музыкального сопровождения.

## Фотогалерея

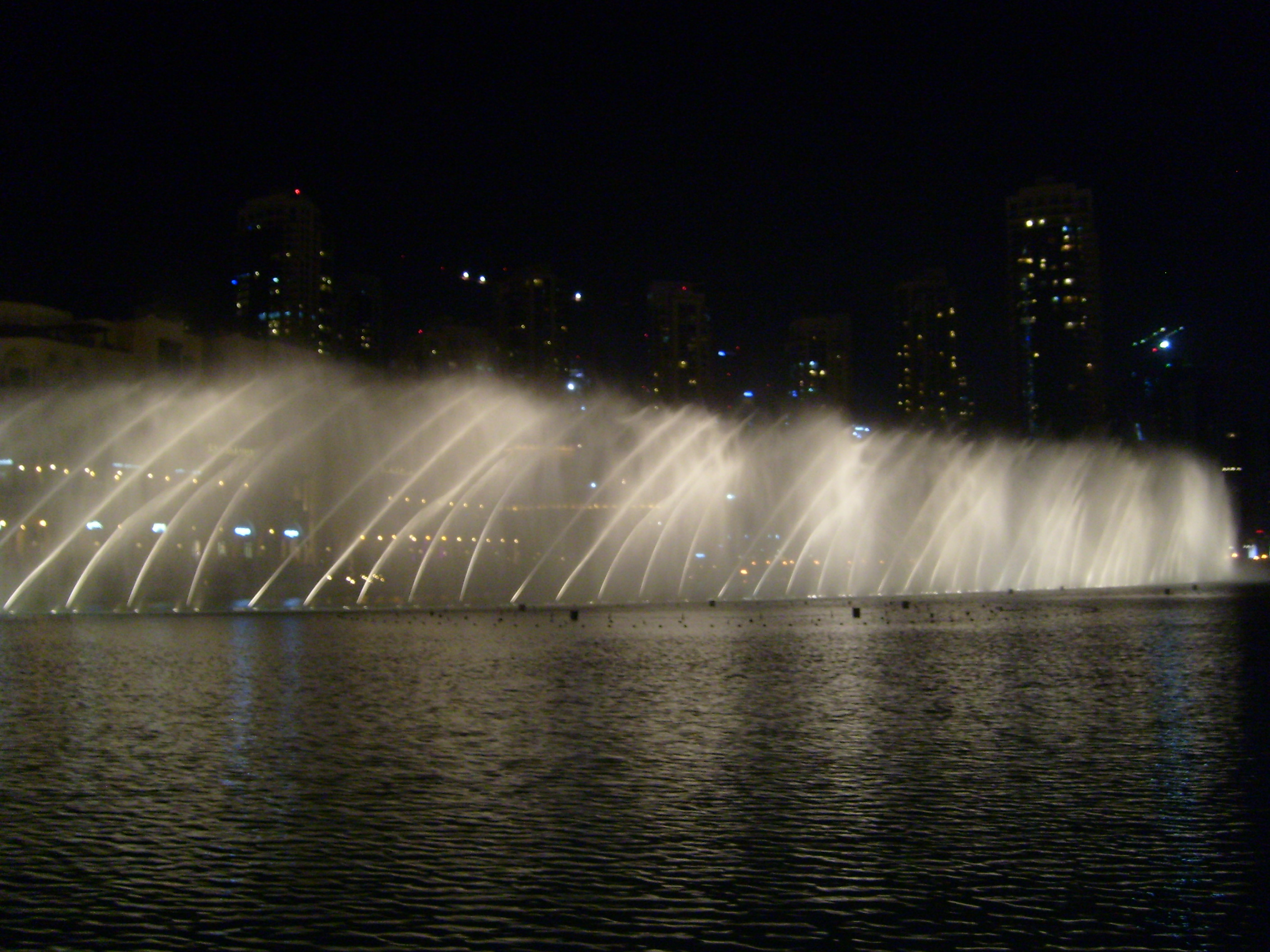
12 декабря 2011
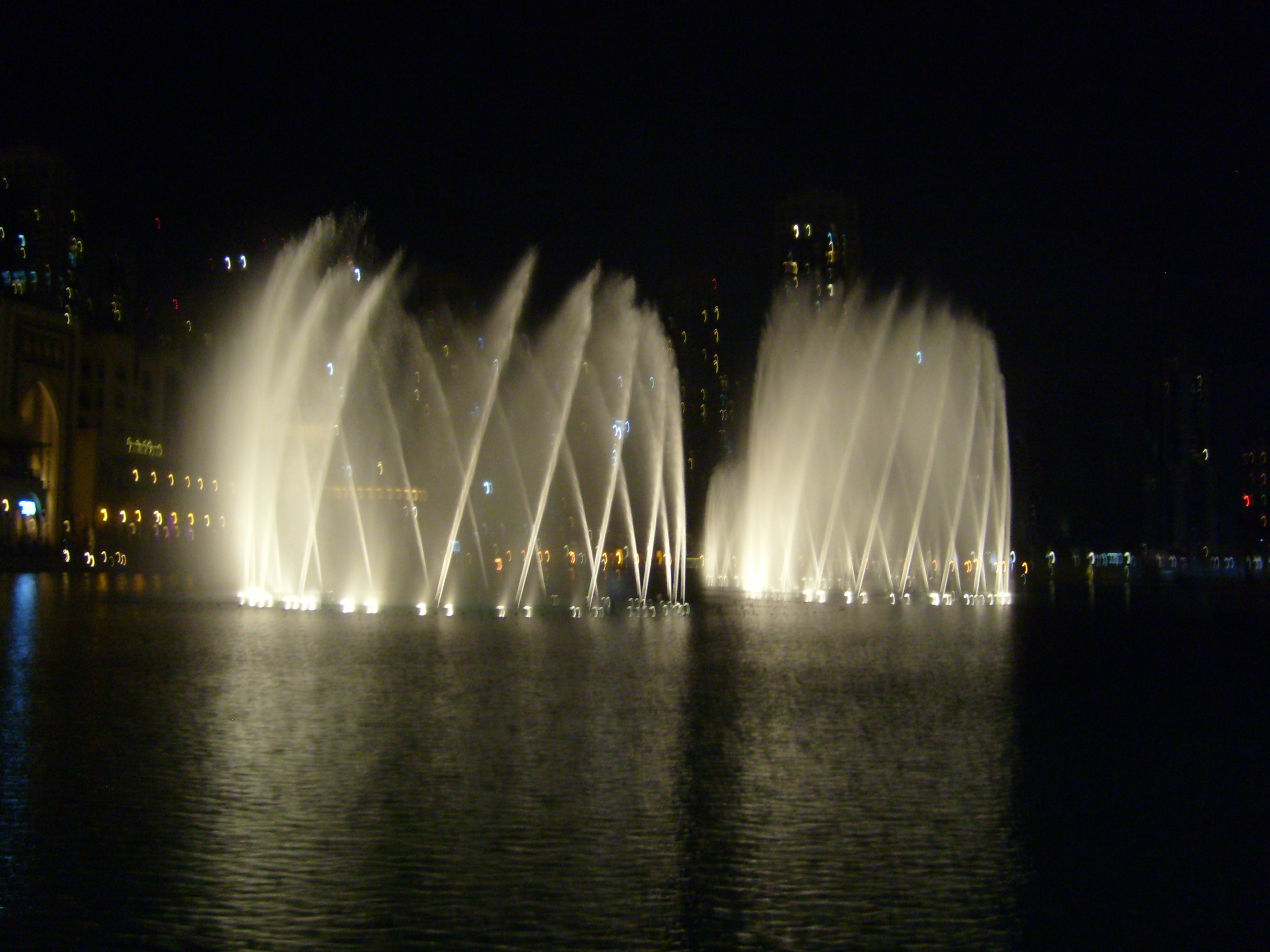
12 декабря 2011
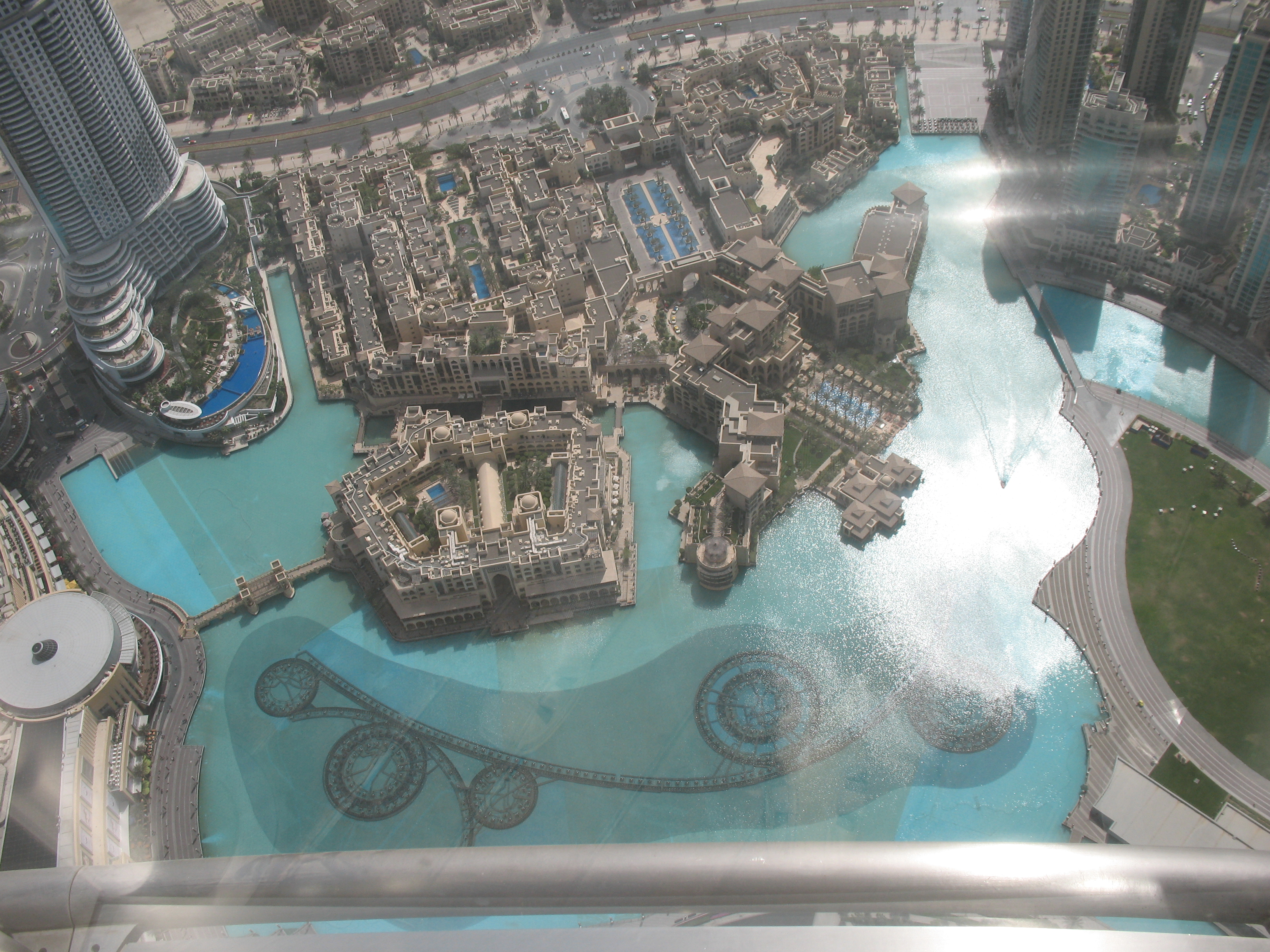
19 февраля 2012 со смотровой площадки Бурдж-Халифа
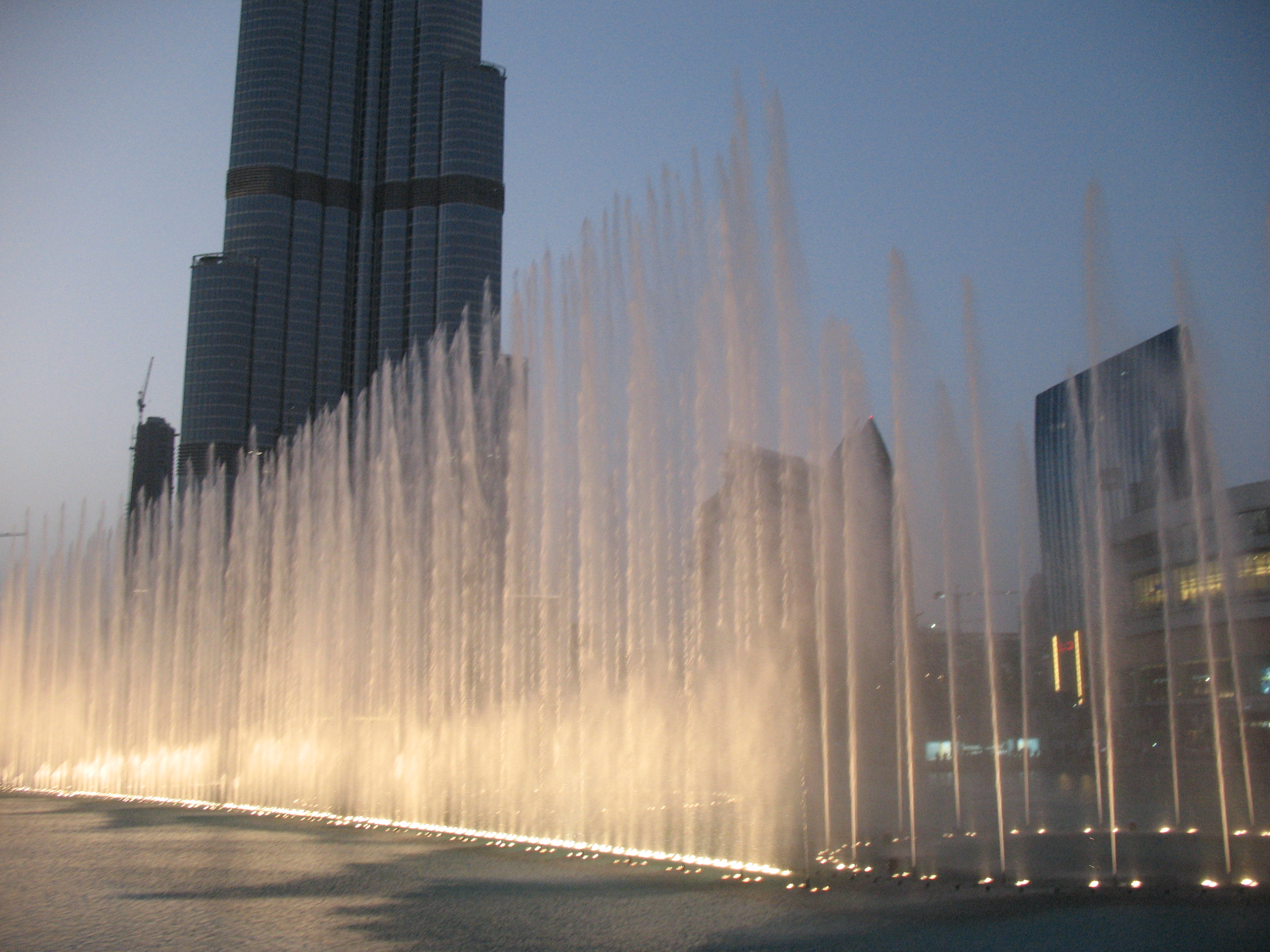
19 февраля 2012
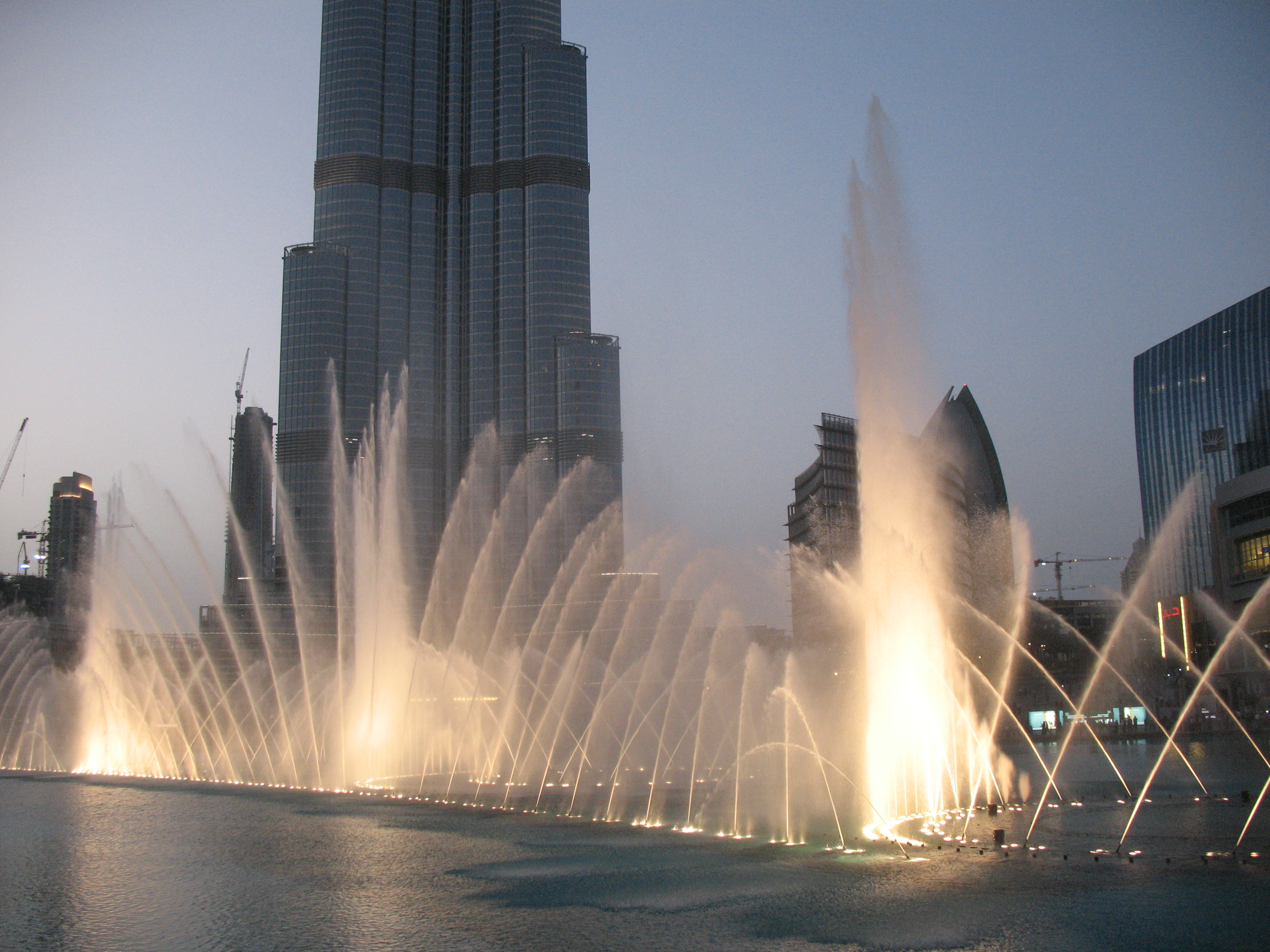
19 февраля 2012
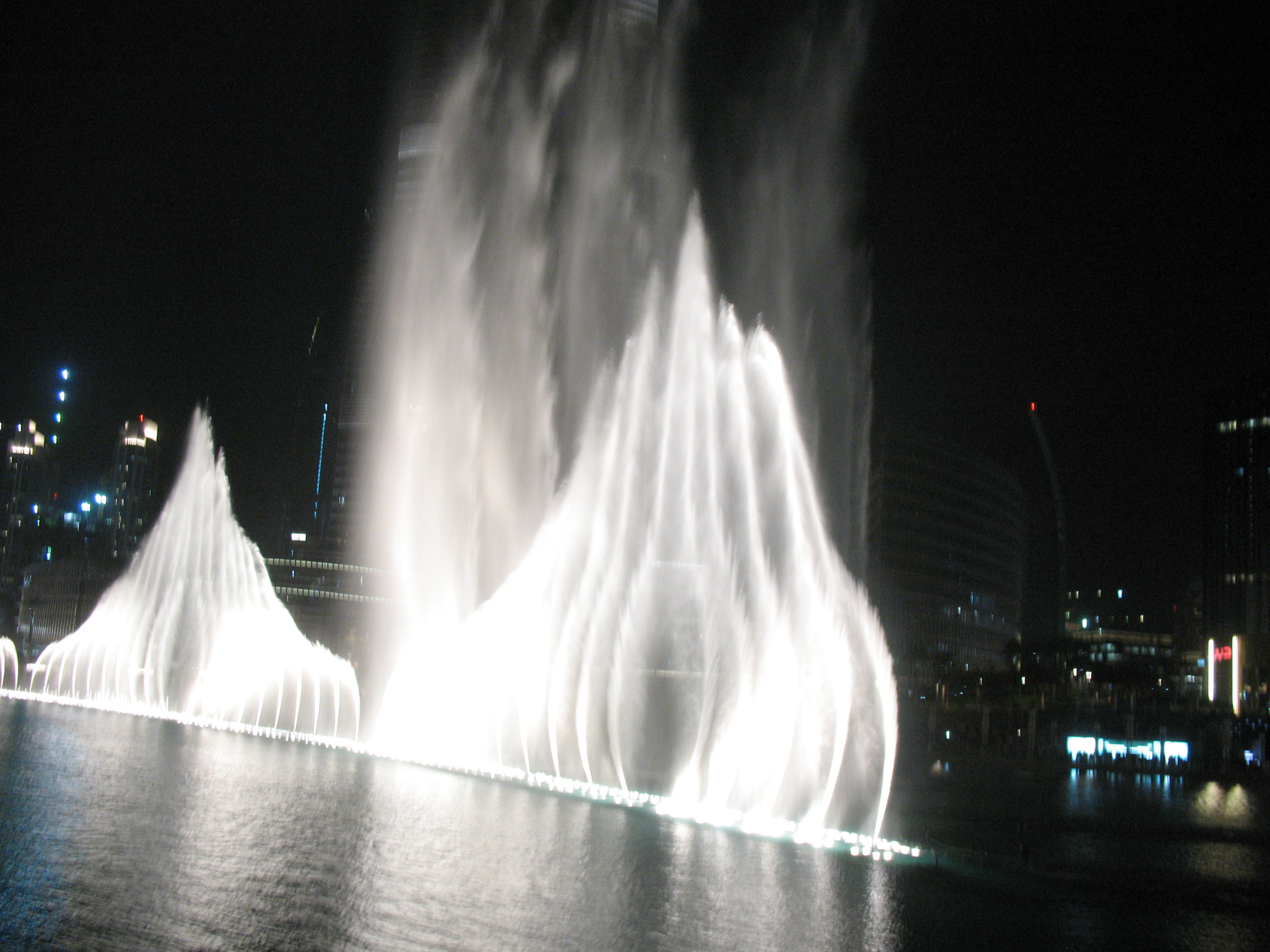
19 февраля 2012
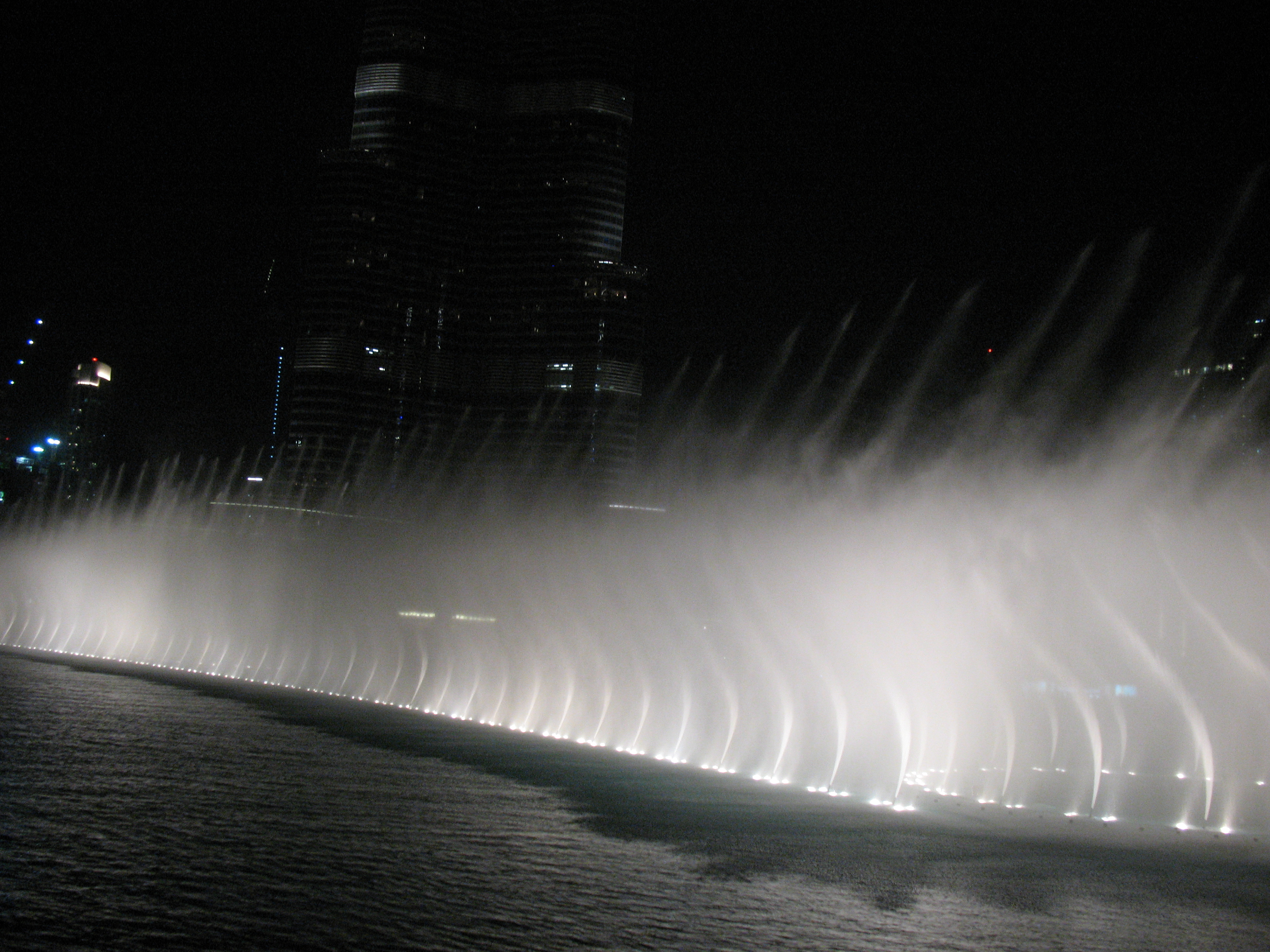
19 февраля 2012